# Onthophagus corniculiger
Onthophagus corniculiger là một loài bọ cánh cứng trong họ Bọ hung (Scarabaeidae).